# Al doilea război anglo-neerlandez
Războiul anglo-neerlandez a avut loc între anii 1665–1667. Conflictul militar propriu zis dintre Regatul Angliei și Provinciile Unite Neerlandeze a izbucnit în martie 1665, el fiind de fapt al doilea conflict militar ce face parte din Războaiele navale dintre Anglia și Țările de Jos care au avut loc în secolul al XVII-lea, și care a decis supremația pe mare a Angliei. Cauzele războiului erau de natură economică, ca și conflictele anterioare dintre navele engleze și olandeze. În război erau implicate indirect și Franța, Danemarca și principatul german Münster. 
Flota engleză condusă de ducele de York, era mai bine înzestrată din punct de vedere tehnic și tactic decât flota celorlalte state. Aceasta era mulțumită regelui Charles II care a continuat politica dusă de Oliver Cromwell (1599–1658) de a sprijini mai departe dezvoltarea flotei militare. Ciocnirile  flotelor dușmane a avut loc în apropierea coastei de vest a Africii, azi țărmurile Republicii Ghana, în Marea Nordului, Canalul Mânecii, Caraibe, și coastele Norvegiei. Victoria a fost în cele din urmă de partea neerlandezilor, aflați sub conducerea amiralului Michiel de Ruyter.
Războiul s-a încheiat în iulie 1667 prin Pacea de la Breda.

## Context

### Relațiile anglo-neerlandeze
În 1650 aproximativ 16.000 nave comerciale navigau sub pavilion neerlandez în contrast cu cele doar 4.000 sub pavilion englez . Chiar dacă Actul de Navigație din 1651 emis de englezi a avut un efect minor asupra comerțului neerlandez, el a dus la tensionarea relațiilor.  Între 1652 și 1654, Comunitatea Angliei și Provinciile Unite din Țările de Jos s-au luptat în Primul Război Anglo-Neerlandez, un război naval dur în cursul căruia cele două puteri și-au disputat dominația asupra comerțului mondial. Deși acest război s-a încheiat prin victoria engleză din Bătălia de la Scheveningen din august 1653, pacea a fost semnată abia peste încă opt luni. În cursul războiului, neerlandezii au avut cale liberă să își extindă rețelele comerciale pe rutele majore din afara apelor englezești fără frica de repercusiunile englezilor din cauză că aceștia nu aveau destule nave să îi oprească.  Comerțul englez a fost eliminat din Mările Baltică și Mediterană de către neerlandezi, iar când pacea a fost încheiată în 1654, englezii erau în mare măsură în aceiași poziție dinainte de război: neputincioși în fața ascensiunii Provinciilor Unite de a deveni puterea comercială supremă în Europa .
Pacea de la Westminster din 8 mai 1654 stipula recunoașterea de către neerlandezi a Actului de Navigație care prevederea că importurile de mărfuri din afara Europei în Anglia trebuie făcute exclusiv cu corăbii care să aibă pavilion englez sau cu nave din țările de origine . Această decizie viza în principal eliminarea intermediarilor neerlandezi din comerțul englez dar era departe de a pune capăt dominației lor comerciale. Deși englezii au câștigat multe bătălii navale și au distrus multe nave neerlandeze, ei nu au reușit să câștige războiul . Republica neerlandeză se afla într-o poziție financiară mai bună ca Anglia și, prin urmare, a continuat să construiască nave comerciale și de război pentru a își reface pierderile într-un ritm ridicat pe care englezii nu l-au putut egala .

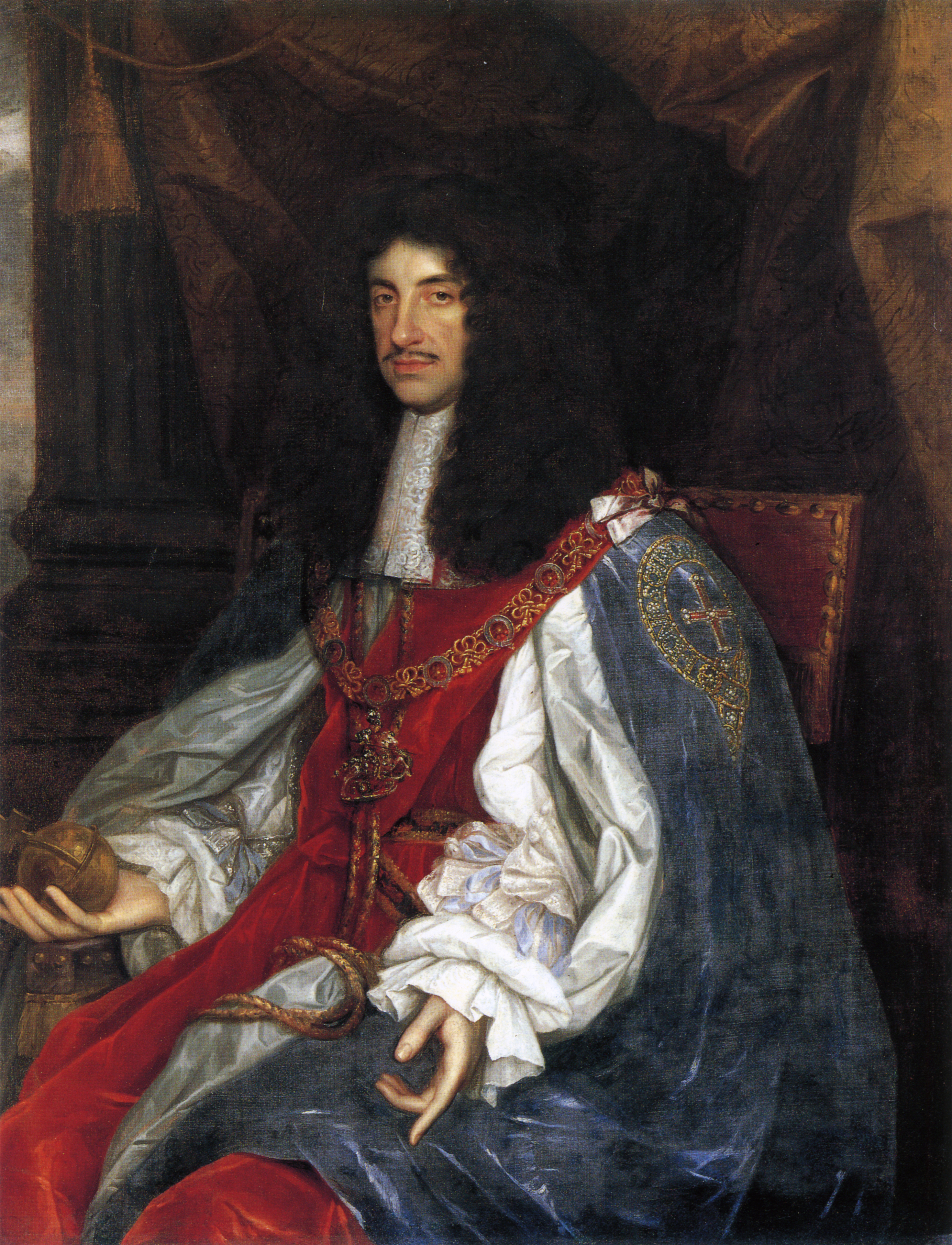
Regele Carol al II-lea al Angliei.

Atât Anglia cât și Provinciile Unite au fost extenuate după Primul Război Anglo-Neerlandez fără să fi ajuns la o rezolvare definitivă a diferendelor, astfel că în următorii ani cele două rivale au evitat să se înfrunte din nou. Provinciile Unite au contribuit la împiedicarea Suediei de a cuceri Danemarca prin câștigarea Bătăliei de la Oresund din 1658 fără ca Anglia, aliata Suediei, să intervină . Englezii s-au implicat apoi într-un război cu Spania (1654-1660), lăsând cale liberă expansiunii comerciale a neerlandezilor , dar s-au temut de intervenția neerlandezilor de partea spaniolilor, în parte datorită faptului că Republica avea un puternic partid Oranist ostil lui Cromwell. În realitate, Provinciile Unite abia recent își câștigaseră independența față de Spania și nu erau dornice să își ajute foștii stăpâni. Neerlandezii s-au concentrat pe refacerea flotei de război și a celei comerciale, devastate după războiul cu englezii. 
În mai 1660 Carol al II-lea se întoarce în Anglia și este încoronat rege cu ocazia Restaurării Stuarților. El a trebuit să acorde concesii de mare anvergură Parlamentului englez, care controla bugetul și legislația fiscală a țării. În același timp încearcă să restabilească puterea coroanei și să o transforme într-o regalitate absolutistă, pentru aceasta având nevoie în principal de fonduri . Căsătoria sa cu Caterina de Bragança îi aduce in 1662 o dotă generoasă alături de porturile Bombay și Tanger, oferindu-i practic tutela și toate garanțiile economice ale Imperiului Portughez (aflat atunci în plin război de independență față de Spania) . Tot în același an Carol al II-lea a vândut orașul Dunkerque regelui Ludovic al XIV-lea al Franței . Regele Angliei speră că un război contra Provinciilor Unite îi va permite să realizeze profituri ridicate prin capturi . De altfel, veniturile din Primul Război Anglo-Neerlandez fuseseră încurajator de mari: prada obținută în acel război fusese de 120 milioane lire sterine, în timp ce cheltuielile guvernului englez totalizaseră doar 53 milioane lire în 1652-1653 . În plus, în ciuda faptului că i-au oferit găzduire în timpul exilului, Carol al II-lea avea o ranchiună personală față de guvernul Provinciilor Unite, mai precis față de marele pensionar Johan de Witt, deoarece Stuarții erau înrudiți îndeaproape cu Casa de Orania, care a fost exclusă de la putere printr-un amendament secret al Tratatului de la Westminster .
Începând din 1664, noul favorit al lui Carol al II-lea, Henry Bennet, lord Arlington, în cooperare cu clientul său, Thomas Clifford, și cu fratele regelui Iacob Stuart, duce de York, a susținut că un război cu Provinciile Unite era în interesele Angliei . Și-au coordonat eforturile pentru a provoca un război cu neerlandezii, așteptându-se la mari câștiguri personale, ducele de York, ca președintele Companiei Regale Africane, râvnind la posesiunile Companiei Neerlandeze a Indiilor de Vest. Cei doi au fost sprijiniți de ambasadorul englez de la Haga, Sir George Downing , care a acționat ca agent pentru York, Arlington și Clifford . Din poziția sa de la Haga, Downing a trimis lui Carol, dar și lui York și asociaților săi, un raport detaliat despre evoluțiile politice din Provinciile Unite. Downing raporta la Londra că Republica era divizată politic și că neerlandezii mai degrabă ar accepta cererile englezilor decât să meargă la război . Chiar și după ce flota engleză a început să captureze nave neerlandeze și să atace posesiunile neerlandeze din Africa de Vest, el a raportat în august 1664 că probabil Provinciile Unite ar accepta să își reducă controlul comerțului maritim în favoarea Angliei, deși sursele neerlandeze contemporane au raportat o opoziție întărită față de aceste provocări . Încă din 1661 Downing a intrat în contact cu susținătorii Casei de Orania, despre care credea că vor colabora cu Anglia împotriva adversarului lor, facțiunea republicană . Deși câțiva Oraniști au început o corespondență trădătoare cu Anglia în încercarea de a pune capăt războiului și de a îl răsturna pe Johan de Witt, totuși  arestarea și executarea rapidă a lui Henri de Fleury de Buat, un conspiraționist Oranist, a arătat slăbiciunea lor .

Pentru a păstra bunele relații cu Carol al II-lea, guvernul Provinciilor Unite i-a făcut cadouri somptuoase, mai ales cu ocazia ascensiunii sale pe tron . Dar și în Parlamentul englez se găseau numeroși susținători ai unui nou război contra Provinciilor Unite. Iacob Stuart, ducele de York și fratele regelui, conducea partida războinică. El era în fruntea Companiei Regale Africane, printre ai cărei membri se numărau și alți oameni influenți precum prințul Rupert, ducele de Buckingham și Sir Henry Bennet, lord Arlington, și spera că în război va concura Compania Neerlandeză a Indiilor Occidentale. Spiritul marțial al englezilor era reflectat de cuvintele amiralului George Monck de la începutul războiului: 
„Ce importanță are vreun motiv sau altul? Ceea ce vrem noi este să luăm mai mult din comerțul neerlandezilor”
. Mulți ofițeri navali englezi erau dornici de un conflict cu neerlandezii, așteptându-se să își sporească renumele și averea în bătălii pe care sperau să le câștige la fel de decisiv ca în războiul precedent .

## Evenimentele premergătoare declarației de război

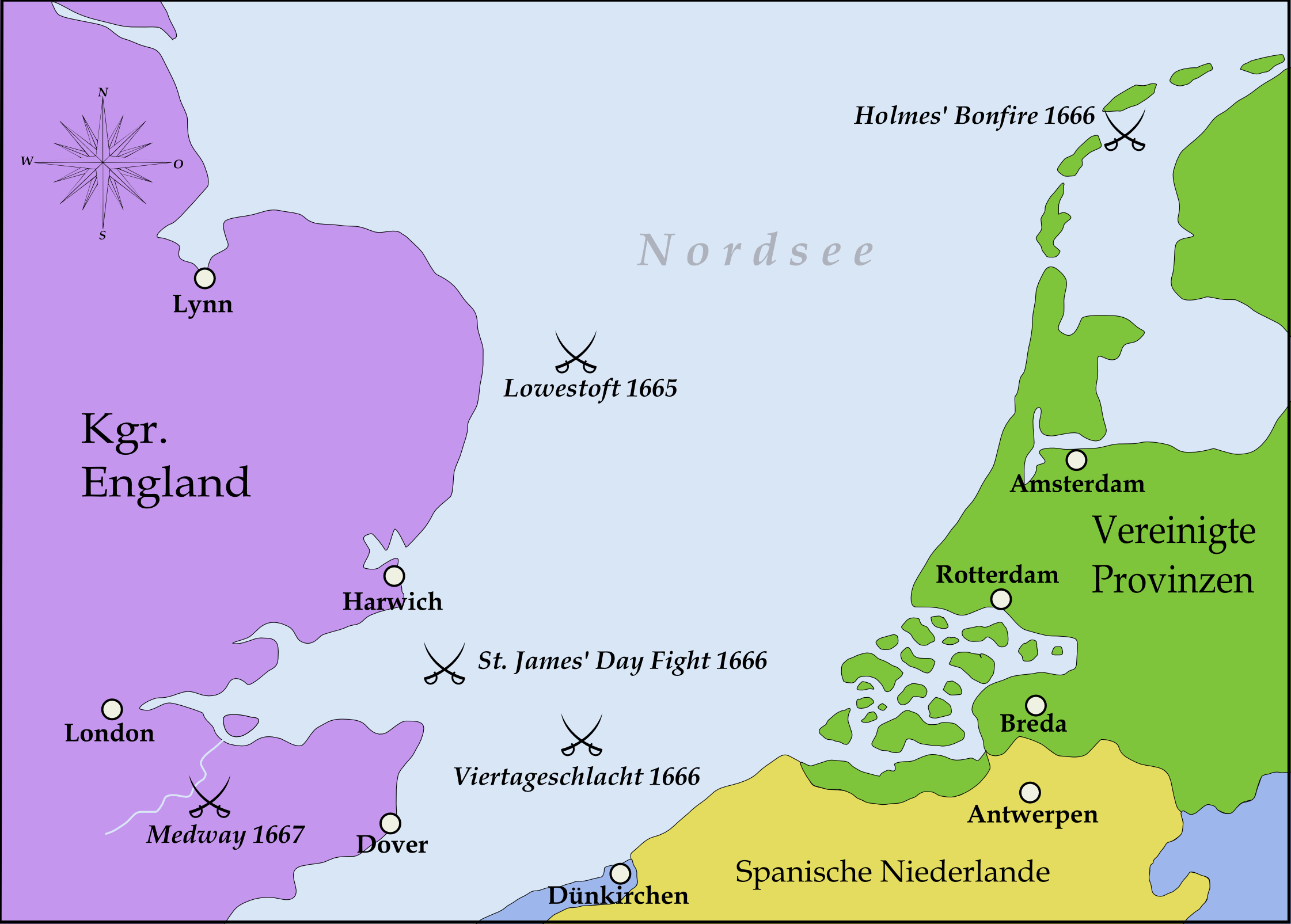
Locaţia bătăliilor din cadrul Celui de-al doilea război anglo-neerlandez

Ca urmare a creșterii entuziasmului războinic din Anglia, navele engleze au adus mai multe afronturi navelor neerlandeze. Mai mulți armatori englezi au echipat corsari privați care au capturat mai mult de 200 de nave comerciale neerlandeze până la declararea războiului în primăvara anului 1665 . În 1664, navele engleze au început să îi provoace pe neerlandezi nerăspunzându-le la salut. Deși li s-a ordonat de către autoritățile neerlandeze să continue să salute primii, mulți comandanți neerlandezi nu au putut accepta insulta. 
Tratamentul inechitabil al cetățenilor englezi în coloniile Indiilor orientale neerlandeze în 1623 a devenit un pretext binevenit pentru a deschide ostilitățile la o scară mai largă . Propaganda engleză a readus la lumină acest vechi incident, botezat Masacrul de la Amboina, când zece comercianți englezi, rezidenți în fortul Victoria de pe insula Ambon au fost acuzați de trădare, torturați și apoi executați prin decapitare. Compania Engleză a Indiilor de Est a publicat în 1631 un pamflet detaliat, de fapt o plângere împotriva Companiei Neerlandeze a Indiilor de Est, lucru care a fost folosit ca propagandă și în Primul război anglo-neerlandez. Deși acest subiect a fost rezolvat prin Tratatul de la Westminster din 1654 care încheiat acel război, în 1664 pamfletarii englezi l-au reamintit intens publicului pe măsură ce noul război se apropria. Pe lângă acestea, circulau și publicații care îi demonizau pe neerlandezi ca fiind bețivi și profani. Când De Ruyter a recapturat factoriile din Africa de Vest, au fost scrise multe pamflete care denunțau noi atrocități ale neerlandezilor, deși nu exista nici un fapt real în acest sens .
În numele Companiei Regale Africane, o escadra comandată de căpitanul Robert Holmes a fost trimisă în Africa de Vest pentru a ataca coloniile neerlandeze . Holmes și-a lansat primul atac asupra factoriei neerlandeze Gorée, din Senegal, unde a capturat o navă comercială la 27 decembrie 1663. În săptămânile următoare, el a capturat sau scufundat alte patru nave. La 23 ianuarie 1664 Holmes cucerește Gorée. De acolo el a continuat să opereze împotriva rutelor comerciale neerlandeze. La 28 martie Holmes a capturat marea navă comercială neerlandeză Walcheren (care a fost încorporată imediat în Marina Regală) iar la 20 aprilie a cucerit Fortul Taccorary de pe Coasta Aurului. Și alte factorii mai mici și nave comerciale au căzut în mâinile lui până ce a încheiat cucerirea Africii de Vest la 1 mai 1664 .

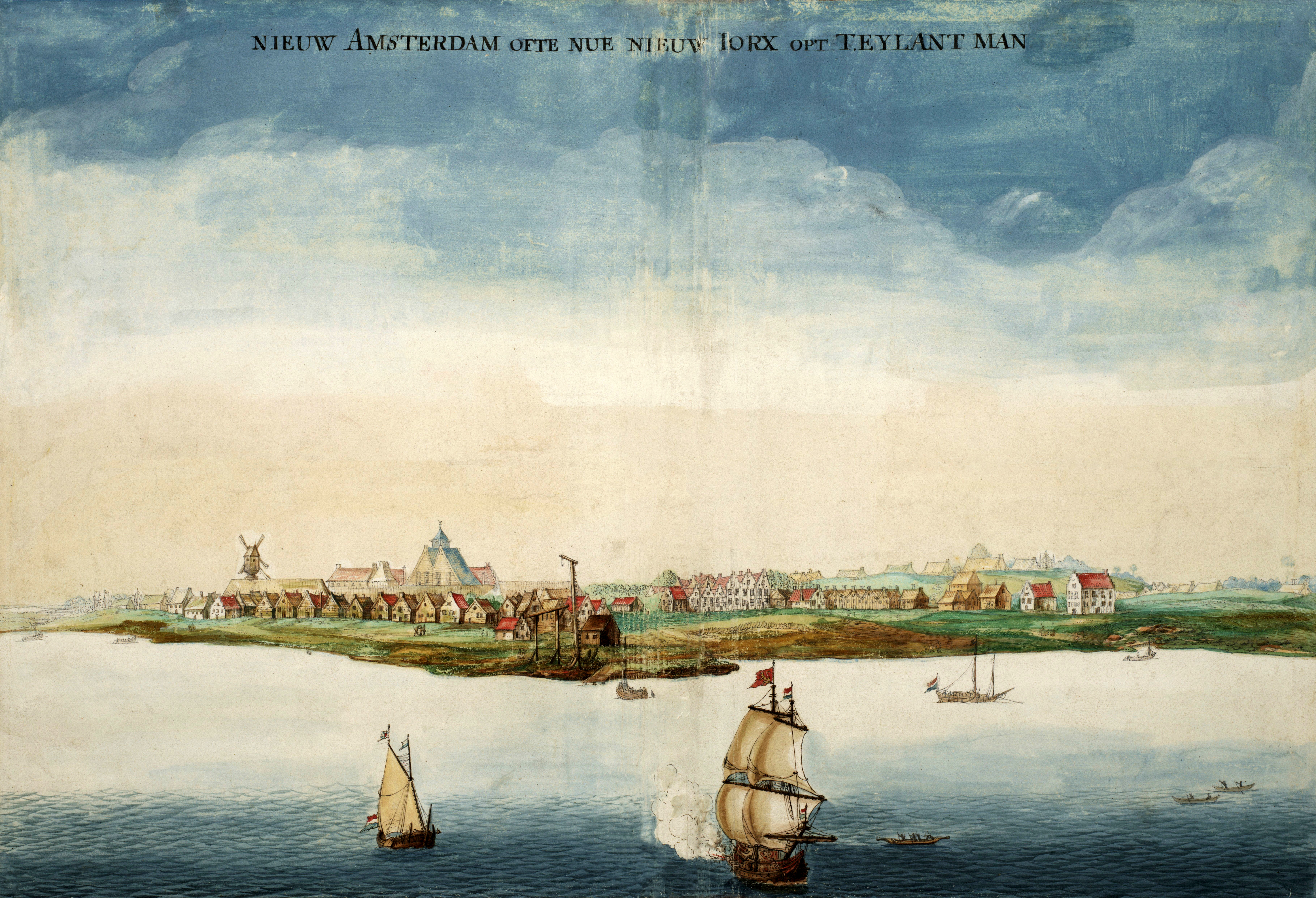
Noul Amsterdam în 1664.

Carol al II-lea l-a aruncat în închisoare pe Holmes la întoarcerea acestuia în Anglia pentru că a violat tratatele existente cu Provinciile Unite, dar a refuzat să restituie cuceririle. Negrăbindu-se să declare război, neerlandezii au trimis o escadră de 12 nave cu destinația oficială Marea Mediterană  în august 1663. În dreptul Gibraltarului, comandantul acestei escadre, Michiel de Ruyter, și-a informat căpitanii și echipajele că noua destinație a expediției era Africa de Vest. Toate coloniile, contoarele și factorii, cu excepția Fortului de la Cape Coast au fost recuperate până la sfârșitul toamnei, De Ruyter cucerind și o serie de contoare engleze . În același timp, Parlamentul englez a început să utilizeze Marina Regală împotriva coloniilor neerlandeze. Nerespectarea Actului de navigație de către colina Noua Olanda a fost pretextul unei campanii militare. Patru fregate engleze comandate de Richard Nicolls au apărut în fața Noului Amsterdam și au somat orașul să se predea. Capitularea a avut loc fără luptă la 27 august 1664 iar orașul a fost rebotezat New York în onoarea Ducelui de York .  De acolo, Nicolls a trimis o altă expediție sub comanda lui Sir Robert Carr împotriva coloniilor neerlandeze de pe râul Delaware, care sunt atacate și jefuite .

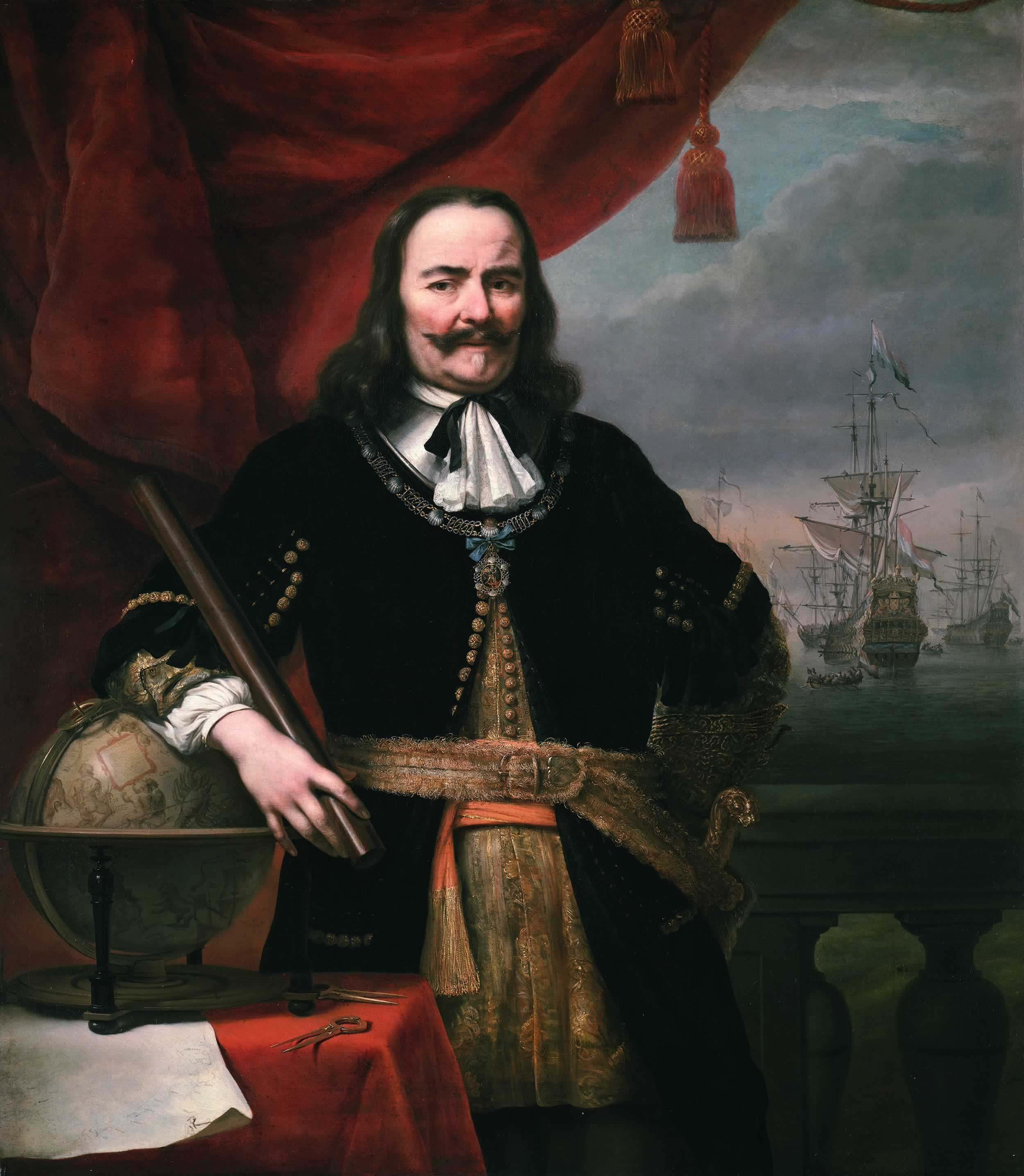
Michiel de Ruyter, unul din principalii artizani ai victoriei neerlandeze din acest război.

După încheierea operațiunilor din Africa, Michiel de Ruyter a creat haos în comerțul englez din Antile până în primăvara anului 1665 (totuși nereușind să cucerească insula Barbados in martie). Prin urmare, facțiunea războinică din Parlamentul englez a înființat o comisie însărcinată cu culegerea plângerilor împotriva negustorilor neerlandezi. Comercianții englezi au fost însă reticenți așteptându-se la pierderi și mai mari de venituri în caz de război. Cu toate acestea, comisia a prezentat mai apoi o listă lungă de plângeri. În același timp, ambasadorul englez din Provinciile Unite, Sir George Downing, adoptă o poziție dură cu privire la coloniile din Africa de Vest, crezând că neerlandezii nu vor îndrăzni să meargă la război pentru acele posesiuni . În această stare de spirit Parlamentul englez îi acordă regelui suma de 2,5 milioane de lire sterline, dublul bugetului regal anual, pentru a proteja oficial comerțul englez. Era cea mai mare subvenție acordată până atunci de către Parlament .
Când vestea recuceririi neerlandeze a coloniilor din Africa de Vest a ajuns în Anglia in decembrie 1664, o comisie parlamentară a permis navelor engleze din Canalul Mânecii și din Marea Nordului să ia măsuri împotriva navelor neerlandeze. Escadra engleză din Marea Mediterană comandată de amiralul Thomas Allin a atacat convoiul neerlandez din Smirna în strâmtoarea Gibraltar la 29 decembrie 1664. În ciuda eșecului acestui atac (au fost capturate doar două nave comerciale și o a treia a fost capturată), guvernul neerlandez a luat măsuri serioase .  În ianuarie 1665 el autorizează navele sale să deschidă focul asupra navelor engleze în scopul auto-apărării. Guvernul englez se folosește de acest pretext, asociat cu operațiunile neerlandeze din Caraibe, pentru a declara oficial război Provinciilor Unite la 4 martie 1665. Escadra lui Michiel de Ruyter era la acea vreme în America de Nord, capturând o flotă engleză de pescuit în largul Terra Novei .

## Forțele opozante

### Flota engleză
Cele două țări erau puteri navale care luptau în principal pentru avantajele comerțului maritim, flotele lor navale fiind determinante. În Anglia, Carol al II-lea a continuat politica navală a lui Oliver Cromwell și a modernizat flota sub conducerea amiralului Monck. La începutul războiului, flota engleză dispunea de un număr de nave de linie cu trei punți de tunuri armate cu câte 90-100 piese de artilerie (dintre care multe de 42 de livre). Grosul flotei era constituit din trei nave de rangul întâi (80-100 de tunuri), douăsprezece nave de rangul al doilea (60-80 tunuri) și cincisprezece nave de rangul al treilea (54-64 tunuri) . Navele cu mai puțin de 32 de tunuri au fost retrase din flota de luptă .  Din acest punct de vedere, flota engleză era superioară celei neerlandeze. Datorită presiunii datoriilor financiare, abia în toamna anului 1664 a fost lansat un nou program de construcție, cuprinzând șase nave cu două punți și 60 de tunuri fiecare . Recrutarea echipajelor era o problemă majoră. În 1664 Marina Regală era deservită de 16.000 marinari, dar erau necesari 30.000. Pentru a atinge această cotă, numeroși oameni au fost înrolați cu forța .
În 1665 Anglia dispunea de o populație de patru ori mai numeroasă decât cea a Provinciilor Unite. Totuși principalele surse de bani erau orașele, iar populația urbană neerlandeză erau mai numeroasă decât cea engleză atât proporțional cât și în termeni absoluți, ceea ce a permis Republicii neerlandeze să cheltuiască pentru război mai mult de dublul bugetului de război al Angliei, echivalentul a £11.000.000 . Izbucnirea războiului a fost urmată de Marea Ciumă și de Marele Incendiu din Londra, care au lovit singurul centru urban major al Angliei, sursa principală de bani. Aceste evenimente succedate rapid au adus Anglia în genunchi, deoarece flota engleză suferea deja de lipsa banilor, în ciuda bugetului record de £2.500.000 pe care Parlamentul englez l-a votat. Flota nu își plătea marinarii cu bani ci cu tichete, sau certificate pe datorie. Carol al II-lea nu avea nici o pârghie efectivă de a aplica taxarea. Singura cale reală de a finanța războiul era de a captura flotele comerciale neerlandeze. Penuria englezilor a făcut ca deznodământul războiului să depindă de capturile corsarilor, dar și în acest aspect corsarii neerlandezi au avut mai mult succes .

Din punct de vedere tactic, flota engleză este mai perfecționată decât altele. În 1665 Ducele de York decide că formația de linie trebuie să fie formația standard obligatorie pentru întreaga flotă, și nu numai pentru escadrele individuale: 
„În toate bătăliile cu inamicul, comandanții de nave ale Majestății Sale trebuie să facă tot posibilul să mențină flota în linie și, în toate cazurile, să mențină ordinea de bătalie în fața acestuia (...) Nici o navă din flota Majestății Sale nu trebuie să urmărească nave inamice sau grupuri mai mici de inamici până ce partea principală a flotei inamice a fost înfrântă sau pusă pe fugă”
.

### Flota neerlandeză

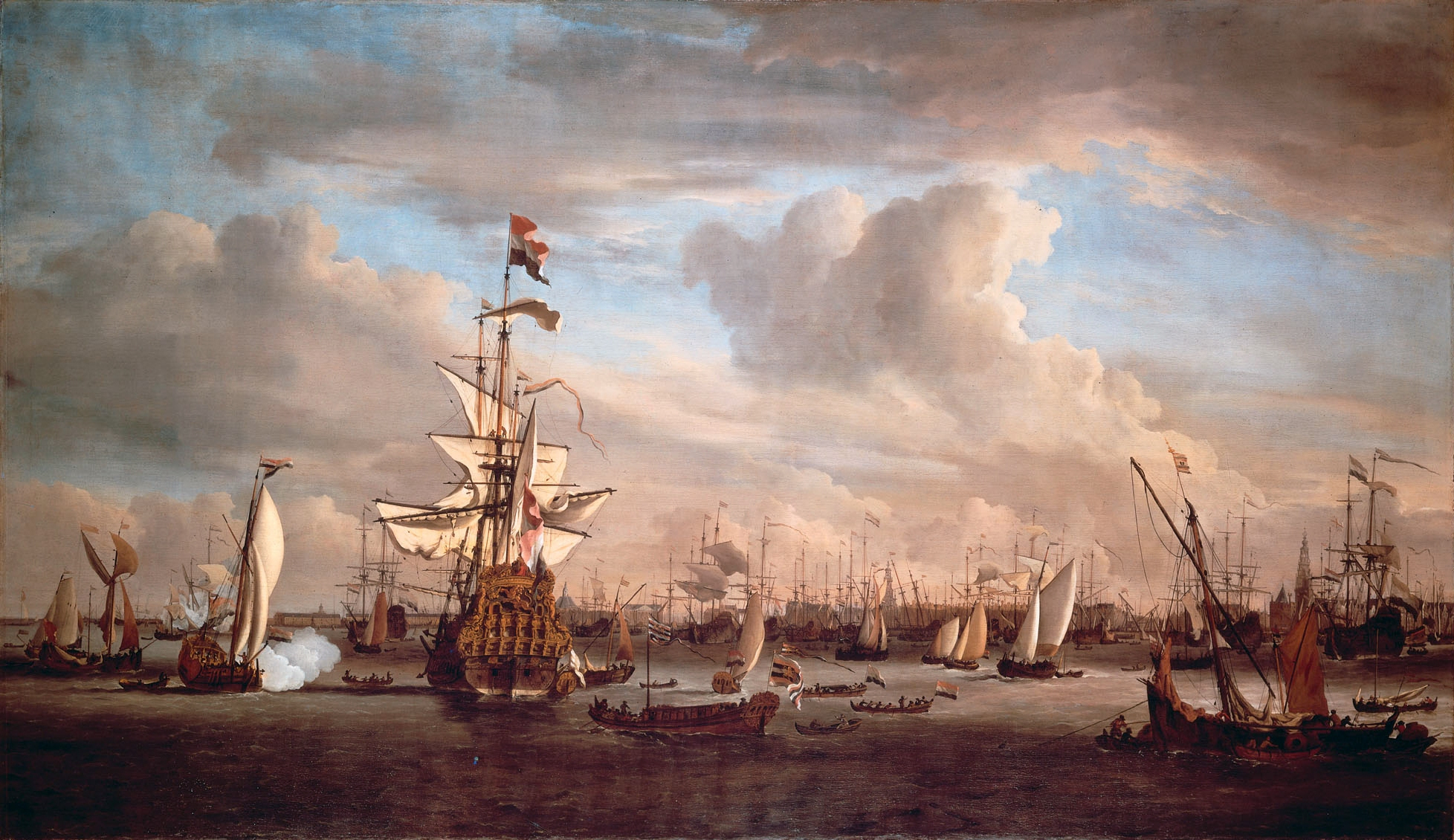
Nava de linie Gouden Leeuw a făcut parte din cele construite în 1666, tablou de Willem van de Velde dem Jüngeren

În timp ce în Anglia prevala organizarea unificată, în Provinciile Unite războiul era organizat la nivel federal. Puterea navală este disputată de cinci Amiralități diferite (Middelburg, Rotterdam, Amsterdam, Hoorn și Harlingen)  în trei provincii costiere (Zeelanda, Olanda și Frisia), iar diferiții lor directori sunt arareori dispuși să investească sume importante de bani în expansiunea flotei . Cu toate acestea, Johan de Witt a făcut amiralitățile provinciale să renunțe la o parte din independența lor în schimbul unor remunerații mai ridicate. În acest fel, el a reorganizat administrația navală și a completat aceste eforturi printr-un program foarte important de construcție . Vechea flotă neerlandeză de 80 de nave de război, armate în medie cu 34 de tunuri, fusese întărită la sfârșitul anului 1653 cu 64 nave noi (fiecare cu câte 44 până la 60 de tunuri), pentru care au angajat căpitani mai profesioniști . Acestea din urmă nu puteau fi vândute, așa fiind decis de către Statele Generale. Navele puteau fi lansate și activate dacă era necesar (reparate, greate și echipate). Aceste nave, finalizate prea târziu pentru a participa la bătăliile din 1653, au devenit disponibile imediat pentru un nou război , dar și ele erau mult mai mici decât cele 10 nave mari ale englezilor. Acestora li s-au alăturat cele 80-90 de nave mai mici armate mai slab (majoritatea din timpurile mai vechi), ale căror misiune principală era de a protejea convoaiele comerciale .
Experiența din războiul precedent contra Angliei a arătat că războaiele maritime nu erau decise prin protejarea liniilor comerciale ci prin marile bătălii navale angrenate de flote puternice. Cu toate acestea, cele mai mari nave de război neerlandeze dispuneau doar de două punți cu 60 până la 80 de tunuri ( de calibrul maxim de 24 de livre) . Mai mult de jumătate din flota de război neerlandeză era compusă din nave armate cu maxim 32 de tunuri, iar 30-40% dintre acestea erau nave comerciale contractate . Astfel că flota neerlandeză era calitativ inferioară flotei engleze. Între timp, Johan de Witt a decis construirea a numeroase aviso-uri rapide, destinate serviciului de spionaj și observare, și fregate, care aveau doar o singură punte cu tunuri dar erau foarte manevriere . În cursul războiului, Provinciile Unite au trebuit să reducă din această diferență prin construirea de noi nave de război capitale sau prin capturarea lor. În august 1664, 30 dintre cele mai vechi nave au fost scoase din uz, iar alte 18 în noiembrie același an. La 17 noiembrie 1664 Statele Generale au ordonat construirea a 24 nave de linie noi. În martie 1665 încă 24 de nave noi sunt comandate iar in iulie 1666 alte 12. Din aceste 60 de nave noi, 28 erau echivalente rangului doi englez, iar 32 respectiv rangului trei . Între 1664 și 1667, au fost construite 21 de fregate și aviso-uri.

## Desfășurarea războiului

### 1665
Flota engleză a fost inițial mai bine pregătită pentru război. Aceasta iese din porturi la începutul lunii mai 1665 sub comanda Ducelui de York și operează blocada coastei neerlandeze cu 88 nave de război și 21 nave incendiatoare . Blocada nu a fost foarte eficientă și puține nave au fost interceptate – marile convoaie neerlandeze din colonii nu erau așteptate să sosească până în iulie. Flota neerlandeză nu putea fi atacată în porturile metropolei, deoarece marile nave engleze aveau un pescaj prea mare care le împiedica să între în apele costiere puțin adânci ale Provinciilor Unite. Confruntată cu probleme de aprovizionare, flota engleză a trebuit să ridice blocata și să se retragă la bazele sale navale .

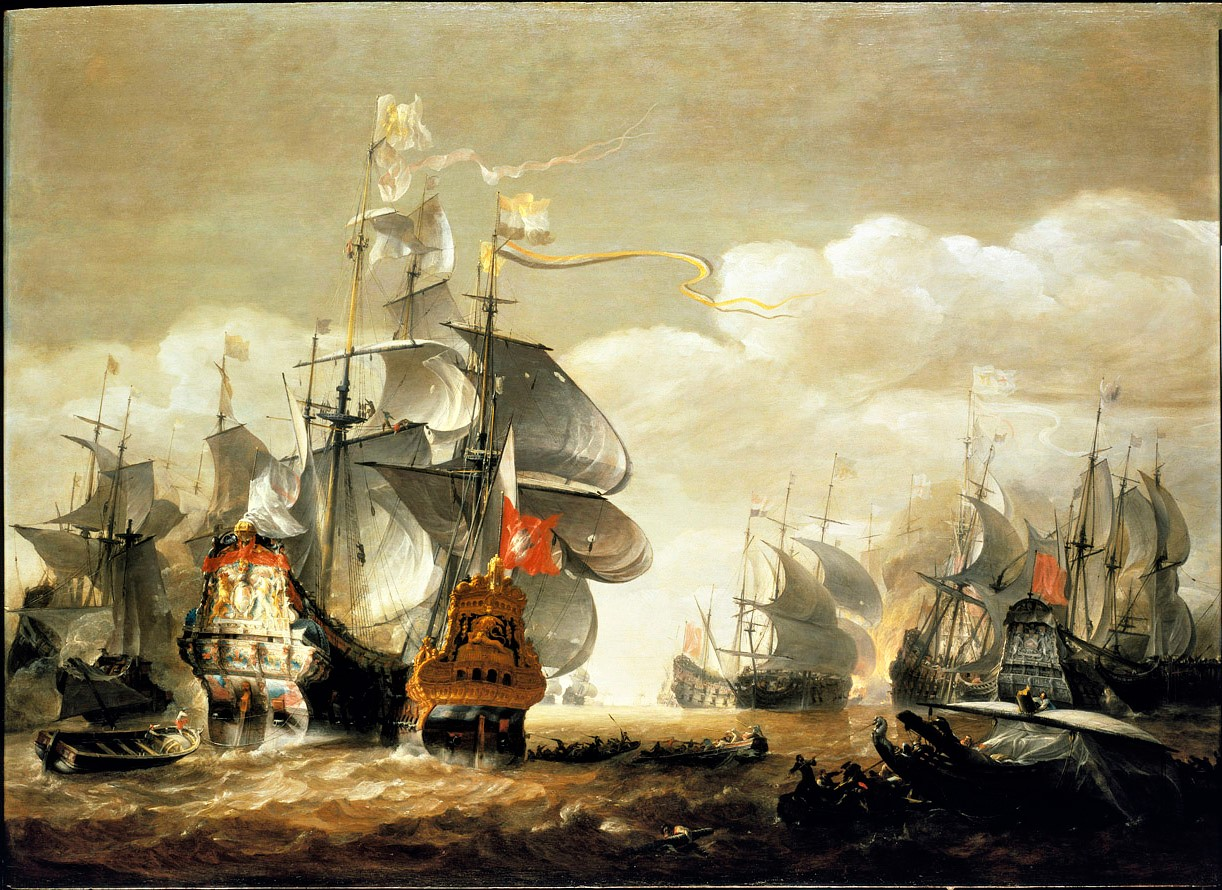
Bătălia de la Lowestoft a fost prima înfruntare de anvergură din război.

Neerlandezii aveau probleme în echiparea flotei lor, singura unitate operațională fiind escadra lui Michiel de Ruyter din Oceanul Atlantic. Cu toate acestea, frica unei noi blocade a coastei a prevalat. Johan de Witt a ordonat flotei amiralului Jacob van Wassenaer Obdam de a combate flota engleză înainte ca aceasta să reapară în apele neerlandeze. Deși Obdam a reclamat că armarea încă nu s-a finalizat și că flota nu era operațională în întregime, el s-a supus ordinului și a ieșit în larg cu 103 nave de război, 11 nave incendiatoare, 4.870 tunuri și 21.600 oameni . La 30 mai flota neerlandeză cunoaște primul său succes prin capturarea la Dogger Bank a unui mare convoi englez care venea de la Hamburg . După ce a primit întăriri, flota engleză a înâlnit flota neerlandeză la 13 iunie 1665 în Bătălia de la Lowestoft, unde neerlandezii au suferit o mare înfrângere. După ce a pierdut 17 nave și trei amirali (printre care Obdam), flota neerlandeză s-a retras sub comanda vice-amiralului Cornelis Tromp .
Ca urmare a acestui dezastru, mai mulți ofițeri ai marinei neerlandeze sunt acuzați de lașitate: trei căpitani sunt executați, patru sunt dezonorați și alții sunt concediați. Tromp a primit temporar comanda flotei dar, fiind un susținător al Casei de Orania, activitatea sa a fost supervizată de trei membri ai Statelor Generale. Tromp a reorganizat escadrele, a reparat navele avariate, a antrenat echipajele și a recrutat altele noi. Johan de Witt a construit mai multe nave mari armate cu tunuri mai grele pentru a concura navele engleze. Escadra lui Michiel de Ruyter a revenit și ea din Antile pentru a întări flota. De Ruyter a primit comanda flotei, ceea ce a condus la tensiuni cu Tromp și a marcat începutul rivalității dintre cei doi .
Englezii au eșuat însă în exploatarea eficientă a victoriei lor și nu au reluat blocada coastelor neerlandeze din cauza problemelor de aprovizionare nerezolvate. Neerlandezii au avut astfel ocazia de a se reface după înfrângere. În plus, efortul englez de război este afectat de Marea Ciumă din Londra care a luat viața a mii de oameni. Abia în august 1665 a avut loc o operațiune majoră atunci când o flotilă engleză a încercat să captureze o flotă neerlandeză cu mirodenii venită din Indiile Orientale la Bergen, în Norvegia (pe atunci parte din regatul Danemarcei). Dar la 12 august, în Bătălia de la Vagen, englezii sunt respinși de escorta convoiului comandată de contra-amiralul Pieter de Bitter, bateriile costiere daneze intervenind de partea neerlandezilor . Alte inițiative mai mici ale marinei engleze împotriva comerțului neerlandez au eșuat și ele, în timp ce lipsa banilor și a proviziilor cât și epidemia de ciumă nu au permis nici o operațiune majoră. În septembrie doar patru nave de linie englezești sunt gata de luptă. Prin urmare, în octombrie, Parlamentul a trebuit să aprobe un nou buget de 1,250,000 lire sterline pentru pregătirea unei noi flote în anul următor. În aceiași lună neerlandezii au încercat blocarea estuarului Tamisei, dar au trebuit să întrerupă operațiunea deoarece molima a apărut la bordul navelor .

### Război terestru și diplomație

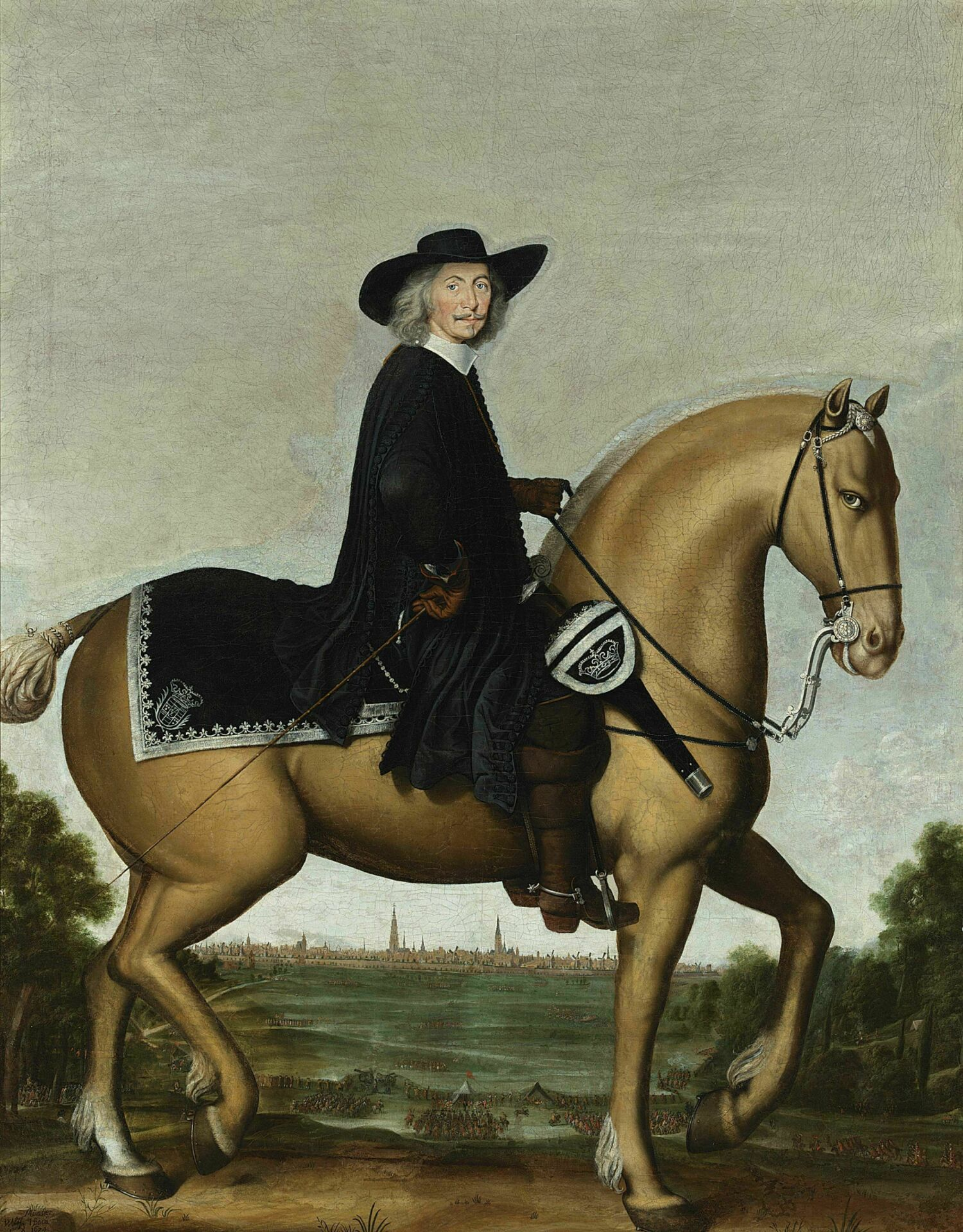
Christoph Bernhard von Galen i-a susținut pe englezi înainte să încheie o pace separată.

Între timp guvernul englez a căutat aliați pe continent pentru a angaja Provinciile Unite într-un război pe uscat care să le slăbească. Englezii s-au adresat cu succes prințului-episcop de Münster, Christoph Bernhard von Galen, care revendica Borculo în provincia neerlandeză Gelderland și a acceptat o alianță cu Anglia contra unor subsidii. Cu 18.000 de călăreți, el a ocupat în vara anului 1665 regiunea Twente și a reușit să-și apere cucerirea în fața slabelor forțe terestre neerlandeze. În acel moment Ludovic al XIV-lea a introdus Franța în conflict în baza alianței defensive care exista din 1662 între el și Provinciile Unite. În toamna anului 1665 el a trimis în Țările de Jos o trupă de 6.000 de soldați care au pus pe fugă trupele din Münster .
În timpul iernii, diplomația neerlandeză a fost activată. După intervenția franceză, guvernul englez a pledat în favoarea unei păci rapide. În noiembrie 1665 Carol al II-lea a propus negocieri cu condiția ca Familia de Orania să își reprimească funcțiile politice. Johan de Witt a refuzat și a declarat că un acord de pace nu poate fi conclus atât timp cât posesiunile neerlandeze capturate de englezi nu au fost returnate. Franța a declarat război Angliei la 22 ianuarie 1666. Între timp Ludovic al XIV-lea a pregătit un atac asupra Țărilor de Jos Spaniole și nu avea nici o intenție să-și sacrifice forțele pentru interesele neerlandezilor. Din contră, el speră că Anglia și Provinciile Unite se vor slăbi una pe cealaltă până la punctul în care nu se vor putea opune campaniei franceze contra Spaniei. În februarie 1666 regele danez Frederik al III-lea s-a angajat să pună 30 de nave de război în serviciul Provinciilor Unite contra unor subsidii. El a confiscat toate mărfurile și navele englezești din porturile daneze . Planul de campanie pentru anul următor prevedea ca trupele franceze trebuiau să atace Episcopul de Münster. Electorul Frederick Wilhelm I de Brandenburg, care era înrudit cu Casa de Orania, s-a alăturat și el coaliției, promițând să-l atace pe Bernhard von Galen în posesiunile acestuia de pe Rin. Sub aceste presiuni, dar și pentru că subvențiile englezești nu au fost vărsate, prințul-episcop a încheiat la 18 aprilie 1666 Pacea de la Clèves, prin care își abandona revendicările, înainte ca trupele inamice să pătrundă în teritoriul său. Carol al II-lea și-a pierdut astfel singurul aliat .

### 1666

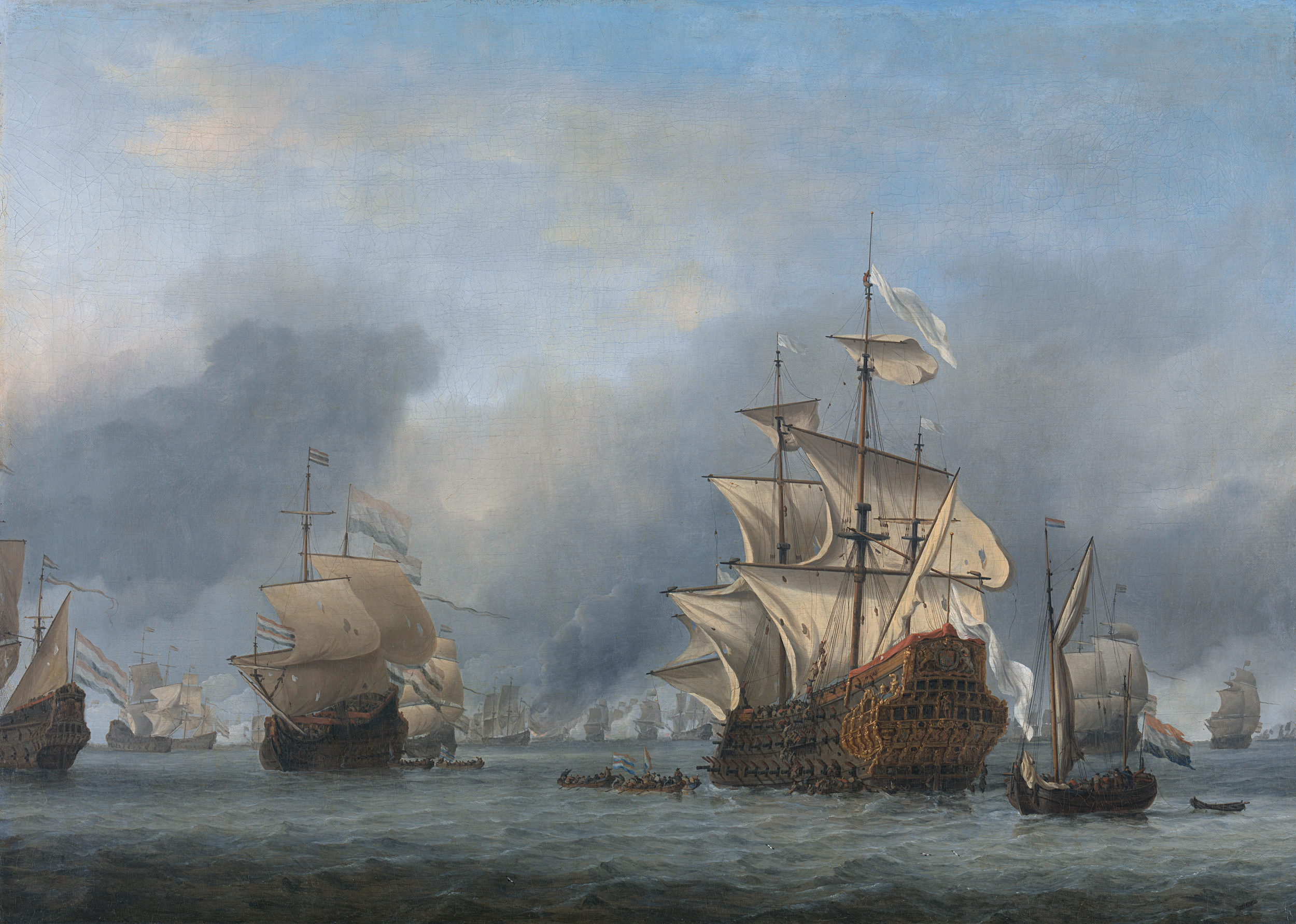
Capitularea navei engleze Royal Prince în Bătălia de patru zile.

După evenimentele derulate în primăvara anului 1666, Provinciile Unite au trecut în avantaj. În mai 1666 Michiel de Ruyter a regrupat flota neerlandeză, 91 nave de război cu 4.716 tunuri și 24.500 oameni, și a ieșit în largul coastelor flamande pentru a aștepta flota franceză. Conducerea flotei engleze, de 81 nave de linie, 4.460 tunuri și aproximativ 21.000 oameni , a fost transferată amiralului Monck, care, la comanda regelui, a trebuit să trimită o escadră de 25 de nave sub Prințul Rupert în Vestul Canalului Mânecii pentru a înfrunta flota franceză . Cu navele rămase Monck a decis, în ciuda inferiorității sale numerice, să atace flota neerlandeză . De la 11 la 14 iunie 1666 cele două flote s-au înfruntat în partea meridională a Mării Nordului în Bătălia de patru zile, în cursul căreia a intervenit și escadra Prințului Rupert după două zile de luptă . Englezii au suferit o grea înfrângere, pierzând 10 nave și 8.000 de oameni, contra a doar 4 nave și 2.000 oameni de partea neerlandezilor  · 
Această victorie a permis flotei neerlandeze să controleze în întregime mările. În luna iulie ea a blocat estuarul Tamisei și traficul comercial al Londrei . Dar administrația navală bine organizată a Angliei i-a permis lui Monck să pregătească rapid flota engleză pentru luptă. La 2 august aceasta a reluat ofensiva cu 90 de nave de linie și 20 nave incendiatoare sub comanda reunită a lui Monck și a Prințului Rupert . Flota neerlandeză număra doar 72 nave de linie și 16 fregate . La 4 august 1666, după mai multe manevre, cele două flote s-au înfruntat la North Foreland, la Nord de Dover. Bătălia care a ținut două zile, cunoscută și ca Bătălia de Ziua Sf.Iacob, s-a terminat cu victoria clară a englezilor. Chiar dacă neerlandezii nu au pierdut decât 2 nave, flota lor a fost dispersată și a trebuit să se replieze spre porturi, urmărită de englezi . Bătălia de la North Foreland a avut grave consecințe. În Provinciile Unite amiralul Cornelis Tromp a fost demis la 13 august din funcțiile sale sub motivul comportamentului său în luptă. Flota engleză a blocat din nou coasta neerlandeză și a atacat porturile și insulele. La 20 august, vice-amiralul Robert Holmes a incendiat orășelul Terschelling, de pe insula omonimă, și a scufundat 140-150 nave comerciale care se aflau ancorate în Vlie. Acest eveniment, cunoscut ca Raidul de pe Vliestromm, este sărbătorit în Anglia sub numele de Holmes's Bonfire .

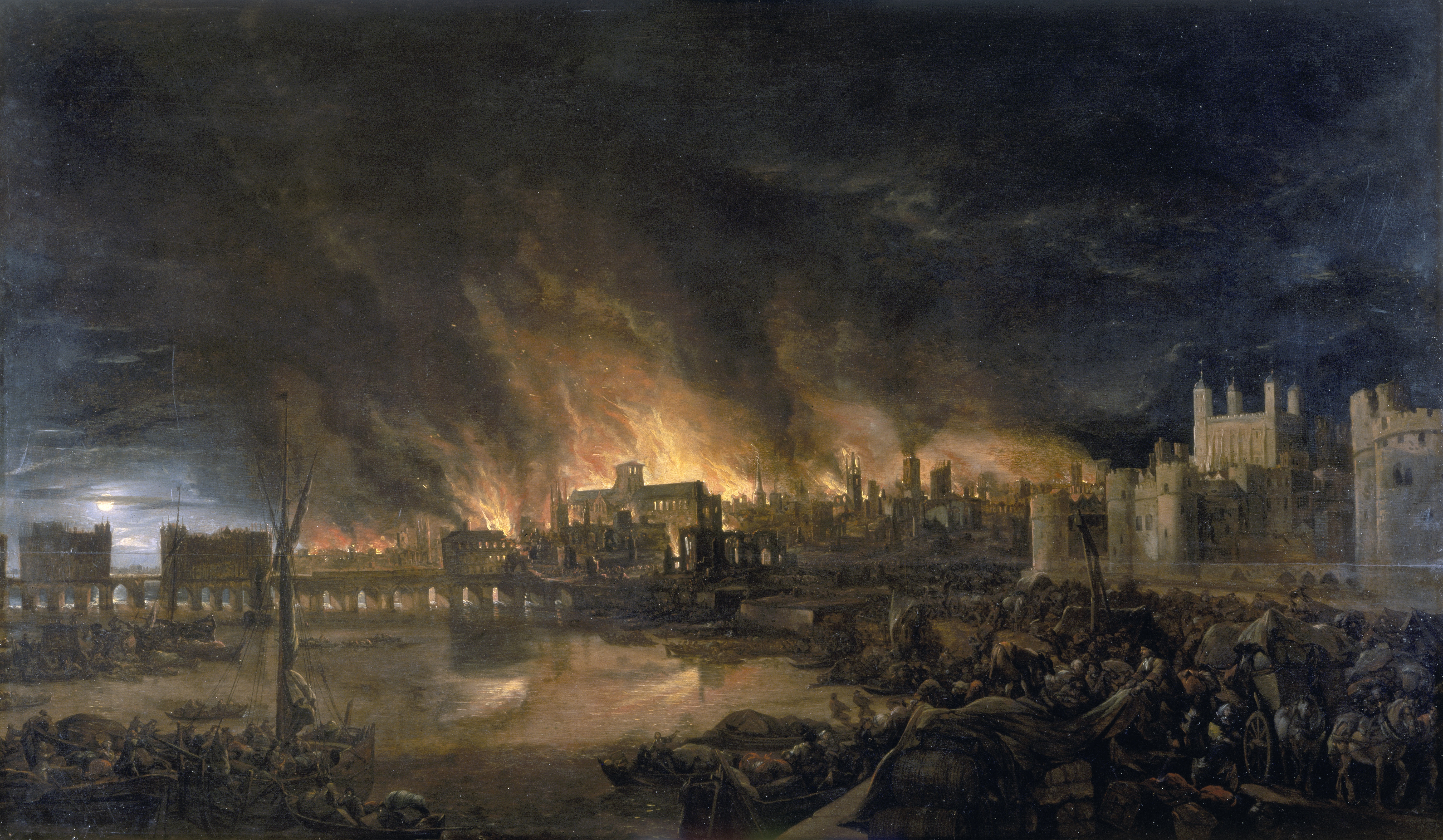
Marele Incendiu din Londra.

În aceste condiții favorabile, Carol al II-lea a relansat negocierile de pace dar Johan de Witt nu a răspuns datorită pozițiilor neschimbate ale ambelor părți cu privire la Casa de Orania. La 2 septembrie 1666 a izbucnit Marele Incendiu din Londra și a făcut ravagii timp de patru zile.  Peste 100.000 de persoane au rămas fără adăpost, iar 13.200 case și 87 de biserici au fost distruse. Pierderile economice au fost enorme, fiind estimate la aproximativ 2 milioane lire sterline . Conjugată la Marea Ciumă din anul precedent, Marele Incendiu a provocat o atitudine lașă a populației engleze față de război, precum și o recesiune economică. Războiul nu a adus profiturile scontate, iar Parlamentul a refuzat să aprobe noi fonduri pentru continuarea războiului, după ce a fost dezvăluit că o parte din banii deja aprobați au fost cheltuiți pentru întreținerea Curții regale. Prin urmare, Parlamentul a creat în anul următor o comisie de conturi însărcinată cu supravegherea utilizării tuturor fondurilor aprobate . Carol al II-lea a trebuit atunci să coboare condițiile de pace. Negocierile au început la Breda la sfârșitul luni octombrie 1666.

### Războiul din colonii
Mai multe lupte au avut loc în Caraibe cu participarea activă a unei escadre franceze comandată de Joseph-Antoine Le Febvre de La Barre. În aprilie 1666 aceasta a cucerit insula St. Kitts iar în noiembrie același an a ocupat coloniile engleze Antigua și Montserrat. În mai 1667 o flota franco-neerlandeză de 17 nave a încercat să cucereasă insula Nevis dar a trebuit să lupte cu o escadră engleză de 12 nave. Englezii au pierdut 3 nave în bătălia din largul insulei Nevis, dar au împiedicat debarcarea trupelor inamice pe insulă .

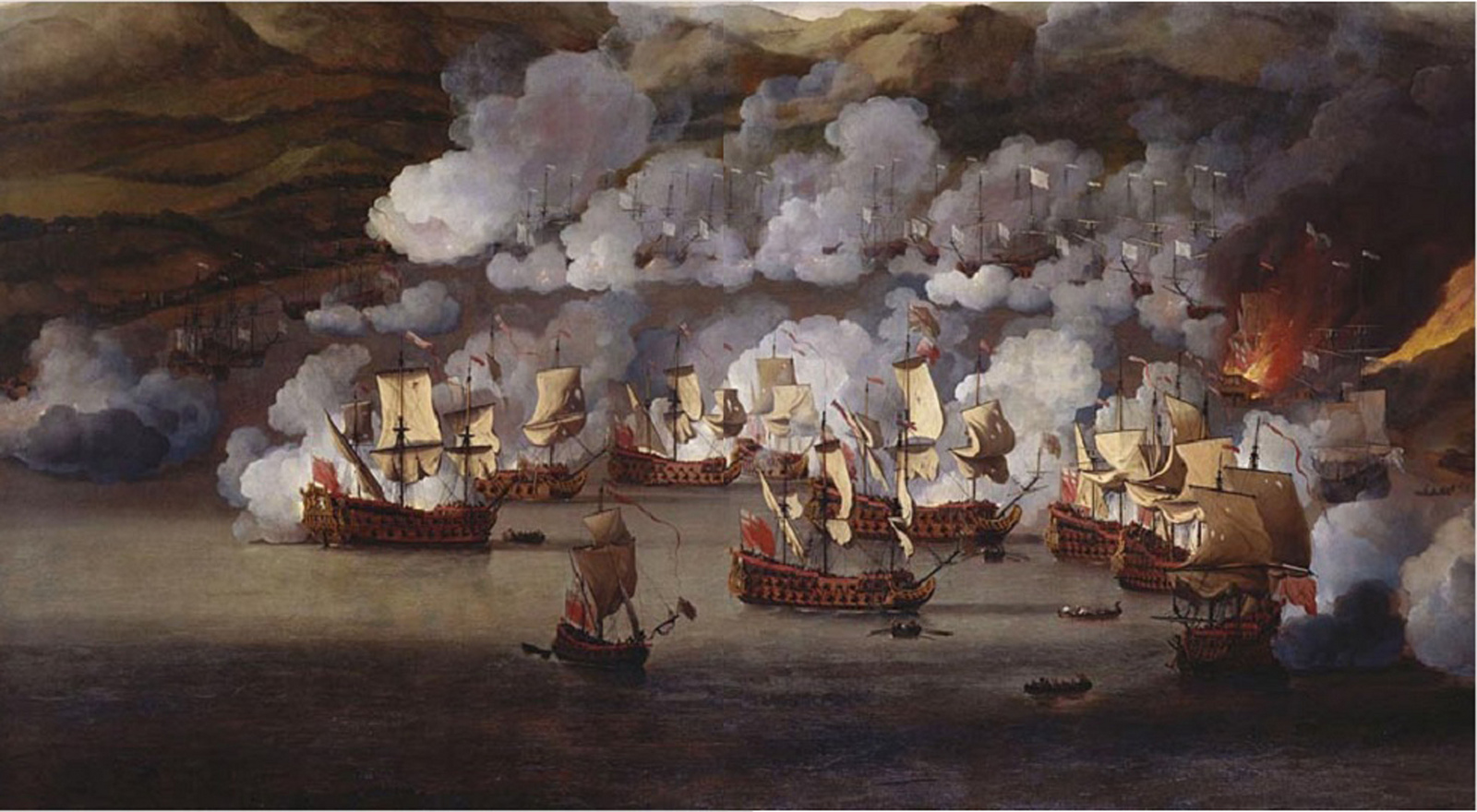
Bătălie navală între francezi și englezi la 6 iulie 1667 în largul portului Saint-Pierre din Martinica.

În primăvara anului 1667, o expediție engleză cuprinzând 9 nave sub comanda contra-amiralului Sir John Harman a fost trimisă în Caraibe.  Escadra a ajuns la Barbados la începutul lunii iunie. La 16 iunie tentativa lui Henry Willoughby de a recuceri St. Kitts a eșuat, dar la 25 iunie Harman a început o serie de atacuri asupra insulei Martinica. La 6 iulie Harman înfruntă o escadră franceză de 23 nave mai mici și 3 nave incendiatoare . Șapte nave franceze, printre care nava amiral, au fost incendiate, altele au fost scufundate sau aruncate pe uscat pentru a evita captura. Doar trei nave au reușit să scape. Harman profită de libertatea de mișcare pentru a cuceri Cayenne la 15 septembrie iar la 8 octombrie el recucereste Fort Willoughby, care căzuse în mâinile amiralului neerlandez Abraham Crijnssen la 6 martie 1667. S-a întors la Barbados la sfârșitul lunii noiembrie și în cele din urmă în Anglia în aprilie 1668 . Între timp, aceste bătălii au avut un mic impact asupra operațiounilor de război din Europa. După Pacea de la Breda, Anglia a recuperat aproape toate posesiunile pierdute din Caraibe, doar Surinam revenind neerlandezilor.

### Raidul de pe Medway și Tratatul de la Breda
Negocierile de pace au fost dificile, Carol al II-lea nevrând să pună capăt războiului fără să nici un profit care să îi salveze onoarea. Dar neerlandezii, și mai ales Johan de Witt, nu au fost deloc dornici să facă concesiuni, aflându-se într-o poziție avantajoasă . Datorită restricțiilor financiare impuse de Parlament și a Marelui Incendiu din Londra, Carol al II-lea nu a mai fost în măsură să își echipeze flota. În ciuda atenționărilor amiralului Monck, regele a ordonat demantelarea marilor nave de război și punerea lor în rezervă în iarna 1666/1667. Războiul trebuia continuat numai cu corsari pentru a ataca comerțul neerlandez . Teoreticianul naval Alfred Mahan a condamnat mai târziu această decizie: 
„Acest tip de război este foarte tentant într-o perioadă de criză economica […] Pierderile cauzate comerțului inamic sunt de necontestat […] dar ele nu conduc niciodată de unele singure la succes […] Nu pierderea navelor sau convoaielor comerciale pune o națiune în pericol, ci puterea navală superioară care conferă supremația maritimă”
.

Provinciile Unite posedau acestă superioritate navală în primăvara anului 1667, după scoaterea din serviciu a marilor nave engleze de război. În ciuda presiuni exercitate asupra rutelor comerciale engleze, negocierile de la Breda au fost prelungite. În mai 1667 regele Franței Ludovic al XIV-lea a demarat cucerirea planificată a Țărilor de Jos Spaniole (Războiul de Devoluție). Avansul rapid al trupelor franceze a preocupat pe conducătorii neerlandezi, deoarece, chiar dacă Franța era un aliat de încredere, era cu toate acestea percepută ca o potențială amenințare a cărei învecinare directă trebuia evitată. Istoricul Johan A. Lynn declara: 
„O Spanie inactivă și obosită era pentru ei un vecin mai bun decât o Franță puternică și agresivă”
. Neerlandezii aveau un interes major ca Țările de Jos Spaniole să rămână un fel  de stat tampon. Prin urmare trebuiau să se grăbească să pună capăt războiului cu Anglia înainte să își poată întoarce atenția asupra conflictului dintre Spania și Franța.

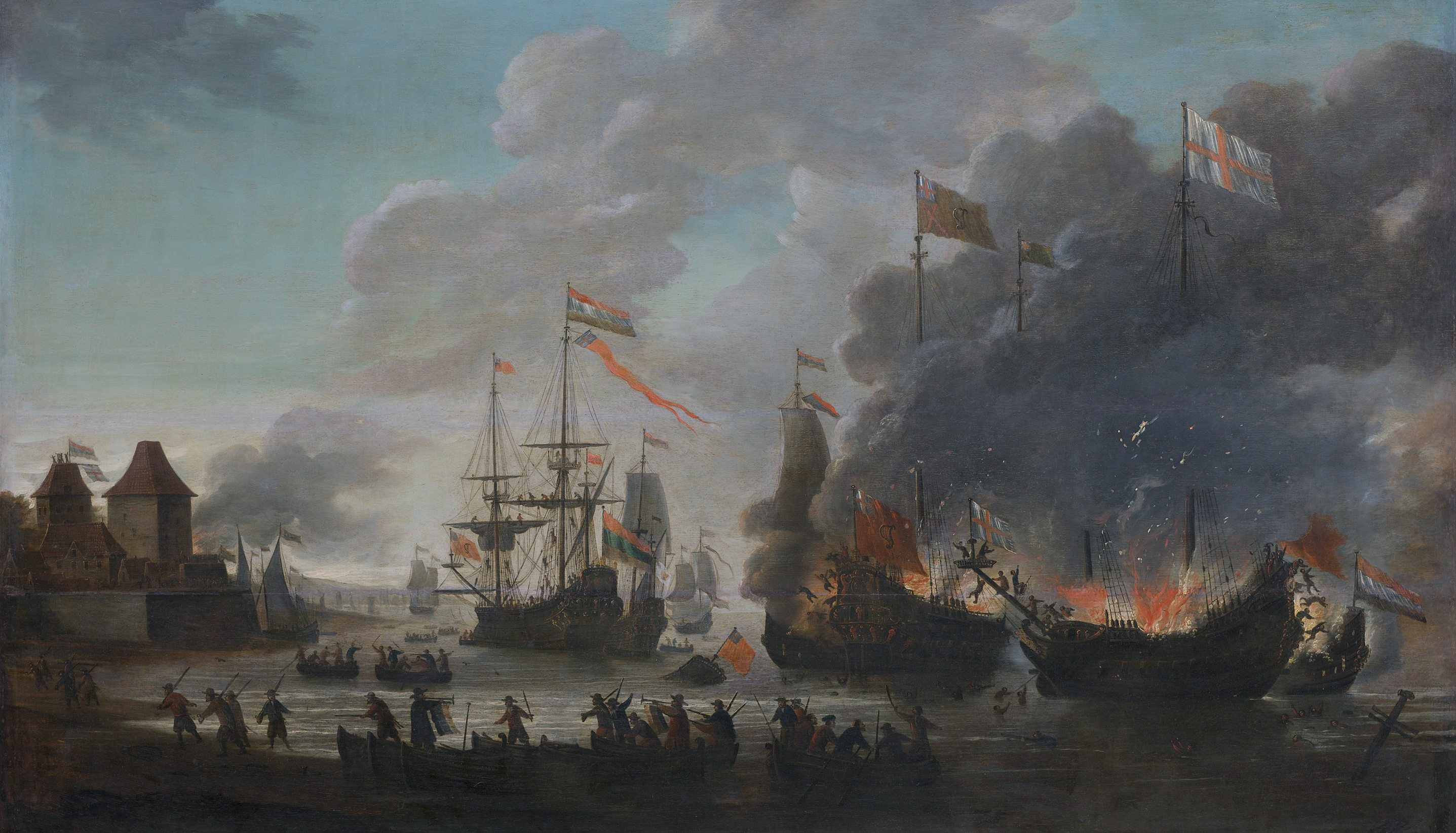
Raidul de pe Medway.

Pentru a mări presiunea asupra regelui Carol al II-lea, Johan de Witt i-a ordonat lui Michiel de Ruyter să atace direct Anglia. Amiralul credea că acestă inițiativă era irealizabilă, dar s-a conformat în cele din urmă instrucțiunilor primite. La 9 iunie 1667 flota neerlandeză a penetrat în estuarul Tamisei și a atacat fortificațiile și depozitele de aici. A lansat un raid în amontele afluentului Medway și a capturat sau incendiat 15 nave ale flotei engleze, dintre care trei dintre cele mai mari nave de linie . Neerlandezii au ocupat Sheerness și Queenborough și nu s-au retras de pe teritoriul englez decât după cinci zile. Negocierile de pace au fost reluate, dar cum Carol al II-lea a refuzat din nou conditiile de pace, Michiel de Ruyter a revenit la mijlocul lunii iulie pe Tamisa și s-a prezentat în fața Gravesend. Acest lucru declanșează panica la Londra și provoacă fuga multor rezidenți . Parlamentari influenți i-au cerut regelui Carol al II-lea închierea rapidă a războiului, care este semnată rapit la Breda la 31 iulie 1667. Înfrângerea englezilor a provocat demiterea și căderea în dizgrație a cancelarului Edward Hyde of Clarendon .
Dispozițiile Tratatului de la Breda au fost moderate. Actul de navigație este ușor relaxat: navele comerciale neerlandeze sunt autorizate să livreze mărfurile germane care erau transportate pe Rin prin Provinciile Unite cu destinația Angliei. Aceasta din urmă a renunțat la revendicările asupra insulei Run din Indonezia și a cedat neerlandezilor Surinam cu plantațiile sale de zahăr. În schimb, Anglia a păstrat coloniile New York și New Jersey dar și fortul Cape Coast din Africa. Franța a predat Anglia insulele Antigua, Montserrat și partea engleză din St. Kitts, în timp ce Anglia a restituit Acadia și Guyana franceză .

## Urmările

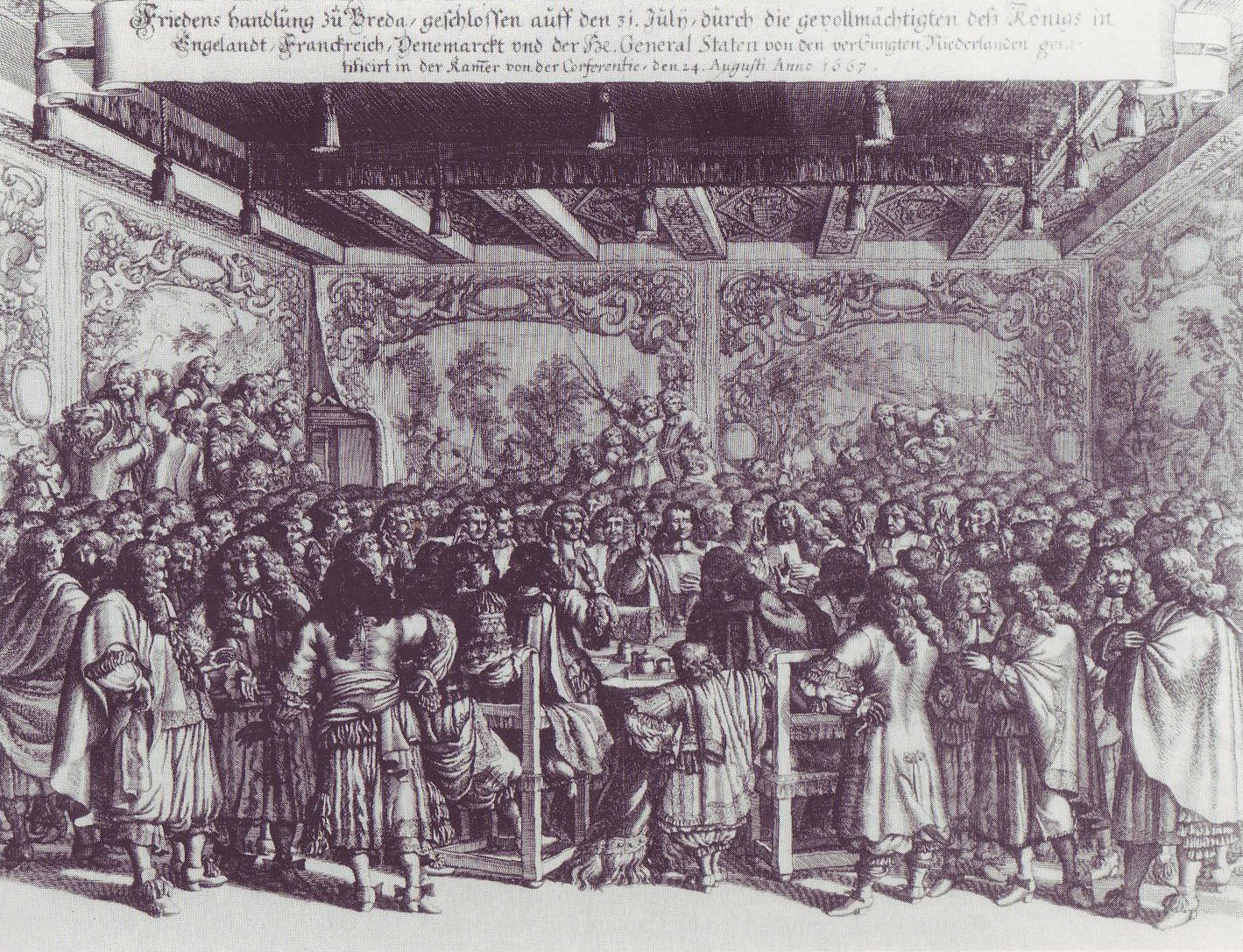
Semnarea Pacea de la Breda în Castelul din Breda

Pentru Provinciile Unite războiul s-a încheiat atunci când se aflau într-o poziție avantajoasă însă pentru s-au simțit constrânse să încheie pacea din cauza invaziei franceze a Țărilor de Jos Spaniole. Astfel că tratatul de pace a fost un compromis. Obiectivul englez de război de a distruge comerțul neerlandez și de a luat o parte din el a eșuat. Între timp, retragerea neerlandezilor din America de Nord pe de o parte, și retragerea Angliei din Surinam și Indonezia pe cealaltă parte, a adus o veritabilă ușurare a tensiunilor. Provinciile Unite au rămas principalul furnizor de nucșoară și au obținut o nouă colonie prin Guyana neerlandeză, unde să producă zahăr.
În Anglia conflictul a dus la agravarea antagonismului dintre rege și Parlament. Carol al II-lea nu a reușit să realizeze independența financiară a Coroanei. În locul acesteia, comisia de conturi controla efectiv utilizarea tuturor fondurilor aprobate după război. Prin urmare, Carol al II-lea a căutat un nou aliat și l-a găsit în 1670 în persoana lui Ludovic al XIV-lea. Politica Stuarților s-a orientat către Franța, în opoziție cu sentimentele Parlamentului și a unei părți a populației, reprezentând una dintre cauzele principale ale Revoluției Glorioase de 20 de ani mai târziu.
Din ianuarie 1668 Anglia și Provinciile Unite s-au asociat Regatului Suediei în Tripla Alianță pentru a îl forța pe Ludovic al XIV-lea să se retragă din Țările de Jos spaniole . Războiul de Devoluție a luat sfârșit la 2 mai 1668 prin Tratatul de la Aix-la-Chapelle. În consecință, eforturile expansioniste ale lui Ludovic al XIV-lea au fost dirijate apoi împotriva Provinciilor Unite, pe care le consideră trădătoare. Carol al II-lea s-a aliat în 1670 cu Ludovic al XIV-lea prin Tratatul secret de la Dover și a deschis ostilitățile în 1672 printr-un atac reunit asupra Provinciilor Unite, declanșând Al Treilea Război Anglo-Neerlandez, care se va termina în 1674 sub presiunea Parlamentului englez, în timp ce Franța va continua să lupte împotriva neerlandezilor până în 1678.